# Вишков
Вишков или Вѝшкув (на полски: Wyszków; на немски: Hohenburg/ 1941 – 1945 г.) е град в Полша, Мазовско войводство. Административен център е на Вишковски окръг, както и на градско-селската Вишковска община. Заема площ от 20,78 км2.

## География
Градът се намира в историческата област Мазовия. Разположен е край десния бряг на река Западен Буг. Отстои на 57 километра североизточно от Варшава, на 37 километра югозападно от Остров Мазовецка, на 30 километра югоизточно от Пултуск и на 79 километра южно от Остроленка.

## История
Първото споменаване на селището в писмен източник датира от 1203 година. През 1502 година получава градски права.
В периода 1975 – 1998 година е част от Остроленското войводство.

## Население
Населението на града възлиза на 27 126 души (2010). Гъстотата е 1 305,39 души/км2.

## Личности

### Родени в града
- Мордехай Анелевич – еврейски деец, член на Еврейската бойна организация
- Ярослав Калиновски – полски политик
- Войчех Жуковски – полски политик

## Градове партньори
- Ейшишкес, Литва
- Кохтла-Ярве, Естония